# Клермон (Квебек)
Клермон (фр. Clermont) је град у Канади у покрајини Квебек. Према резултатима пописа 2011. у граду је живело 3.118 становника.

## Становништво
Према резултатима пописа становништва из 2011. у граду је живело 3.118 становника, што је за 2,5% више у односу на попис из 2006. када је регистровано 3.041 житеља.
| 2006. | 2011. |
| ----- | ----- |
| 3.041 | 3.118 |